# Justícia electrònica
La justícia electrònica, també coneguda com a e-justícia, sorgeix a partir de les noves possibilitats que ens ofereixen les Tecnologies de la Informació i la Comunicació en el context de la societat de la informació. Aquesta generalització de l'ús de les Tecnologies de la Informació i la Comunicació arriba fins a l'àmbit del poder judicial en l'exercici de les seves funcions, per tal de garantir una administració de justícia eficient, propera i al servei dels ciutadans.
Així, l'e-justícia és l'administració electrònica aplicada a l'àmbit de l'Administració de Justícia, posseïdora d'unes característiques, elements i complexitats específiques que requereixen un especial tractament dins de l'àmbit de l'administració electrònica (Jiménez, 2010). Aquesta perspectiva també és recollida per la legislació espanyola amb la nova Llei 18/2011, de 5 de juliol, reguladora de l'ús de les Tecnologies de la Informació i la Comunicació a l'Administració de Justícia, llei que recull també de manera diferenciada l'Esquema Judicial d'Interoperabilitat i Seguretat.

## Modernització de l'administració de justícia
Aquest procés de modernització -ara especialment rellevant per la Llei 18/2011-, és impulsat per la Llei Orgànica 19/2003, de 23 de desembre, de modificació de la Llei Orgànica 6/1985, d'1 de juliol del Poder judicial, que modifica de manera radical l'organització de l'oficina judicial, impulsant l'establiment d'un nou model d'oficina judicial basat en una estructura i organització que fa possible la introducció de metodologies de treball i criteris de gestió homogenis a totes les oficines judicials i la incorporació de les noves tecnologies, amb l'objectiu d'aconseguir una oficina judicial sense papers.
Aquesta modernització de l'administració de justícia, té la finalitat d'agilitzar els processos, amb la utilització de noves tecnologies com és el cas d'internet, l'agenda electrònica, les videoconferències, la digitalització de l'expedient judicial, la signatura electrònica, el DNI electrònic,etc. Tot això, afegit als tradicionals sistemes de comunicació com el telèfon i el fax, amb la intenció de millorar en eficiència i eficàcia en la recepció i posterior tractament dels casos, per tal d'oferir un millor servei i una millor accessibilitat del ciutadà a la justícia.
Aquest sistema de justícia electrònica representa, per la mateixa administració de justícia i pel ciutadà, obtenir una major quantitat d'informació, afavorint una major transparència en el seu funcionament, i garantint d'aquesta manera els drets dels ciutadans.
Finalment, tot aquest procés de modernització, comporta un increment de la confiança en el sistema judicial per part dels ciutadans i les empreses. D'igual manera, una influència positiva quant a una major legitimitat del poder judicial.
La creació d'intranet facilita l'intercanvi de coneixement i experiència entre els diferents operadors jurídics i permet cohesionar i vincular als diferents professionals de la justícia.

### Darreres iniciatives de la justícia electrònica a Espanya
· Sistema Minerva: Una d'aquestes experiències pilot és l'eina informàtica denominada Minerva NOJ 1.0 (Nova Oficina Judicial), un sistema que permet una tramitació guiada i flexible dels assumptes processals, amb indicacions automàtiques dels successius tràmits, evitant que en l'historial de l'expedient apareguin buits i s'asseguri el coneixement de totes les dades rellevants a efectes estadístics.
· Sistema LexNet: Es tracta d'una eina tecnològica que permetrà la comunicació d'un document de forma electrònica a distància amb total seguretat entre les oficines judicials i els operadors jurídics (advocats, procuradors, fiscals i forenses), amb les mateixes garanties amb les quals conta el document en paper en l'actualitat.
· Sistema Inter-ius: és un Sistema d'Intercanvi de Documents Judicials prestat pel Consell General del Poder Judicial que ha estat integrat en el Punt Neutre Judicial, sobre el servei de correu. Són usuaris del Inter-Ius: Tots els Òrgans Judicials i Registres Civils exclusius, Òrgans de Govern de Tribunals Superiors de Justícia, Presidències de AP i Deganats i El Consell General del Poder Judicial. Persegueix facilitar l'intercanvi de documents orientats a: Auxili Judicial (exhorts), Documents Governatius, Difusió i remissió de documents entre el CGPJ i els Òrgans Judicials.
· DNI electrònic: Una altra iniciativa, en aquest cas del Ministeri de l'Interior, el DNI electrònic (e-DNI), previst en la Llei 59/2003, de 19 de desembre, de signatura electrònica, i regulat en el Reial decret 1553/2005, de 23 de desembre. Aquest projecte constitueix la primera mesura del Pla de xoc per a l'impuls de l'Administració electrònica a Espanya del 2003, fruit del Pla comunitari e-Europe (iniciat en el Consell Europeu celebrat a Lisboa, al març del 2000), i els plans estatals aprovats per la Comissió Interministerial de la Societat de la Informació i les Noves Tecnologies INFO XXI (gener de 2000) i Espanya.és (juliol de 2003).

### Actualitat i darreres iniciatives de la justícia electrònica a Catalunya
Els òrgans judicials de Catalunya, en l'actualitat, disposen del sistema informàtic de gestió processal anomenat Temis 2. Aquest sistema ha anat evolucionant i millorant al llarg del temps, portant a terme la seva tasca i funció. Però el sistema Temis 2 és un sistema tancat en si mateix, que no permet la comunicació entre els òrgans judicials, i menys amb altres entitats o amb els ciutadans i professionals
La perspectiva d'un canvi radical en l'organització de l'oficina judicial i, per altra banda, la presència cada vegada més decisiva de les tecnologies en tots els àmbits de la societat, ha fet necessari que el Departament de Justícia fes front a la renovació d'aquest sistema informàtic de gestió processal, per tal de construir un nou sistema informàtic integral amb la total implantació de les tecnologies existents en el mercat actual.
El nou sistema d'informació pel qual aposta el Departament de Justícia, e-justícia.cat, té un model de construcció i implantació que s'ha concebut per mòduls, o peces, que poden funcionar autònomament, fet que permet la seva implantació progressiva i la seva adaptació a les diferents estructures organitzatives dels partits judicials.
Les característiques principals del nou sistema informàtic judicial promogut i desenvolupat pel Departament de Justícia es poden resumir en els següents conceptes:
- Innovació
- Adaptabilitat
- Integració
- Proximitat